# برد پهن زیلائی
روستای بردپهن زیلایی، روستایی از توابع بخش زیلایی ،شهرستان مارگون در استان کهگیلویه و بویراحمد ایران است.

## جمعیت
این روستا در دهستان زیلائی قرار دارد و براساس سرشماری مرکز آمار ایران در سال ۱۳۸۵، جمعیت آن ۹۵۵ نفر (۲۵۰خانوار) بوده‌است.